# توماس شلافلي
توماس شلافلي (بالإنجليزية: Thomas Schlafly)‏ هو صحفي ومحامي أمريكي، ولد في 28 أكتوبر 1948.